# Le Camion de la mort
Pour plus de détails, voir Fiche technique et Distribution.
Le Camion de la mort (Warlords of the 21st Century) est un film néo-zélandais réalisé par Harley Cokeliss, sorti en 1982.

## Fiche technique
- Titre français : Le Camion de la mort
- Titre original : Warlords of the 21st Century
- Réalisation : Harley Cokeliss
- Scénario : Harley Cokeliss, Irving Austin & John Beech
- Musique : Kevin Peek
- Photographie : Chris Menges
- Montage : Michael Horton
- Production : Lloyd Phillips & Robert Whitehouse
- Société de production : Battletruck Films Ltd.
- Société de distribution : New World Pictures
- Pays : Nouvelle-Zélande
- Langue : Anglais
- Format : Couleur - Mono - 35 mm - 1.66:1
- Genre : science-fiction
- Durée : 91 min

## Distribution
- Michael Beck : Hunter (VF: Patrick Poivey)
- Annie McEnroe : Corlie
- James Wainwright : Le colonel Straker
- John Ratzenberger : Rusty
- John Bach : Bone
- Randy Powell : Judd (VF: Maurice Sarfati)
- Diana Rowan : Charlene
- Bruno Lawrence : Willie